# Sukaraja Tuha
Sukaraja Tuha is een bestuurslaag in het regentschap Ogan Komering Ulu van de provincie Zuid-Sumatra, Indonesië. Sukaraja Tuha telt 1316 inwoners (volkstelling 2010).